# Nephelasca crocea
Nephelasca crocea är en insektsart som beskrevs av Navás 1914. Nephelasca crocea ingår i släktet Nephelasca och familjen fjärilsländor. Inga underarter finns listade i Catalogue of Life.